# نو ميرسي
نو ميرسي بالإنجليزية (No Mercy) هو أحد المهرجانات التي تقدمها مؤسسة المصارعة الحرة الترفيهية wwe . تم عرض أول حدث عام 1999 .

## أماكن ومواعيد نو ميرسي
| Event           | Date             | City                      | Venue                      | Main Event |
| --------------- | ---------------- | ------------------------- | -------------------------- | --- |
| نو ميرسي (UK)   | May 16, 1999     | مانشستر                   | مانشستر أرينا              | ستون كولد ستيف أوستن (c) vs. أندرتيكر vs. تربل إتش in an Anything Goes match for the بطولة العالم للدبليو دبليو إي للوزن الثقيل |
| نو ميرسي (1999) | October 17, 1999 | كليفلاند (أوهايو)         | Gund Arena                 | Triple H (c) vs. Steve Austin in an Anything Goes match for the WWF Championship                                                |
| نو ميرسي (2000) | October 22, 2000 | ألباني (نيويورك)          | Pepsi Arena                | دوين جونسون (c) vs. كيرت أنغل in a No Disqualification match for the WWF Championship                                           |
| نو ميرسي (2001) | October 21, 2001 | سانت لويس (ميزوري)        | Savvis Center              | Steve Austin (c) vs. Kurt Angle vs. روب فان دام in a No Disqualification for the WWF Championship                               |
| نو ميرسي (2002) | October 20, 2002 | نورث ليتل روك             | Alltel Arena ‏              | بروك ليسنر (c) vs. The Undertaker in a الجحيم في زنزانة for the WWE Championship                                                |
| نو ميرسي (2003) | October 19, 2003 | بالتيمور (ماريلاند)       | 1st Mariner Arena          | Brock Lesnar (c) vs. The Undertaker in a Biker Chain match for the WWE Championship                                             |
| نو ميرسي (2004) | October 3, 2004  | شرق راذرفورد              | Continental Airlines Arena | جون برادشو ليفيلد (c) vs. The Undertaker in a Last Ride match for the WWE Championship                                          |
| نو ميرسي (2005) | October 9, 2005  | هيوستن                    | Toyota Center              | ديف باتيستا (c) vs. إدي غيريرو for the World Heavyweight Championship                                                           |
| نو ميرسي (2006) | October 8, 2006  | رالي (كارولاينا الشمالية) | RBC Center                 | بوكر تي (c) vs. بوبي لاشلي vs. Batista vs. ديفيد فينلي for the World Heavyweight Championship                                   |
| نو ميرسي (2007) | October 7, 2007  | روسمونت                   | صالة أولستايت              | Triple H (c) vs. راندي أورتن in a Last Man Standing match for the WWE Championship                                              |
| نو ميرسي (2008) | October 5, 2008  | بورتلاند                  | Rose Garden                | Chris Jericho (c) vs. شون مايكلز in a Ladder match for the World Heavyweight Championship                                       |